# Królowa Margot (powieść)
Królowa Margot (fr. La Reine Margot) – powieść Aleksandra Dumasa (ojca) z 1845, jedna z najbardziej znanych powieści tego autora. Przedstawia sławną rzeź hugenotów w noc św. Bartłomieja oraz okoliczności wymarcia dynastii Walezjuszów i wstąpienia na tron dynastii Burbonów. Typowa powieść płaszcza i szpady, osnuta na autentycznych wydarzeniach z historii Francji.

## Postaci
- Małgorzata de Valois (Margot) – siostra króla Francji Karola IX, żona władcy Nawarry Henryka Burbona, znana z licznych romansów
- Henryk Burbon – król Nawarry, czołowy przywódca francuskich hugenotów, przyszły król Francji Henryk IV, amator pięknych kobiet
- Karol IX – niezrównoważony psychicznie król Francji, starszy brat Margot, amator łowów
- Katarzyna Medycejska – matka Margot oraz Karola IX, Henryka III oraz Franciszka Herkulesa, wdowa po królu Henryku II, trucicielka i intrygantka
- Józef Bonifacy Lerac de La Mole – młody hrabia, hugenot, kochanek Margot
- Marc-Annibal de Coconnas – młody hrabia, katolik, początkowo wróg, później przyjaciel La Mole’a, kochanek księżny Henrietty Nevers
- Henrieta Nevers – księżna, kochanka Coconnasa, przyjaciółka Margot
- Henryk Gwizjusz – przywódca rodu Gwizjuszów, wróg zarówno Walezjuszów, jak i protestantów, obecnie w sojuszu z rodziną królewską przeciwko hugenotom, dawny kochanek Margot
- Franciszek de Louviers Maurevel – katolicki fanatyk, bandyta i morderca, pozostający na usługach króla i królowej matki
- Pan de Mouy de Saint-Phale – młody arystokrata, hugenot, protestancki konspirator, osobisty przyjaciel Henryka Burbona; ma porachunki z Maurevelem, który zabił mu ojca
- Franciszek Herkules, książę d’Alecon – młodszy brat Margot, pałający do niej kazirodczym uczuciem, intrygant
- Karolina de Sauve – żona barona de Sauve, młoda i piękna kobieta, kochanka Henryka Burbona
- Henryk Andegaweński – starszy brat Margot, młodszy brat Karola IX, ulubieniec matki, promowany przez rodzinę na króla Polski; później król Francji Henryk III
- Rene – osobisty perfumiarz, truciciel i wróżbita Katarzyny Medycejskiej, a prócz tego jej kochanek
- Admirał Gaspard de Coligny – jeden z przywódców protestantów we Francji, cieszący się zaufaniem Karola IX
- Caboche – kat Paryża, zajmujący się prywatnie leczeniem ludzi
- Ambroży Pare – osobisty lekarz rodziny królewskiej
- La Huriere – właściciel oberży, katolicki fanatyk
- Magdalena – protestantka, piastunka Karola IX, jedyna osoba, której król naprawdę ufa
- Maria Touchet – młoda dziewczyna mieszkająca na przedmieściach Paryża, kochanka Karola IX i matka jego syna, skromna i dobra dziewczyna
- Orthon – młody sługa Henryka Burbona

## Treść
Rok 1572 – wojny religijne we Francji. Francją włada młody Karol IX Walezjusz. Jego siostra Margot wbrew swej woli zostaje żoną protestanckiego króla Nawarry – Henryka Burbona. Ślub ma na celu pogodzenie katolików i hugenotów – na wesele do stolicy przybywa wielu hugenockich poddanych Henryka. W 6 dni po ślubie zostają podstępnie zaatakowani i wymordowani z rozkazu ambitnej Katarzyny, królowej matki. W los obydwu królestw zostają wplątani dwaj przygodni rycerze: Lerac de La Mole i Annibal de Coconnas – najpierw śmiertelni wrogowie, później nierozłączni przyjaciele.
Trwają wojny religijne pomiędzy katolikami a protestantami. Król Karol IX, młody władca Francji, dąży do pokoju z hugenotami. Ma go uwieńczyć ślub jego siostry – Małgorzaty de Valois (zwanej Margot) z królem Nawarry, Henrykiem Burbonem, jednym z przywódców protestantów. Oboje zainteresowani nie są z tego faktu zadowoleni – zwłaszcza Henryk, którego matka została zabita zatrutymi rękawiczkami przez jego przyszłą teściową, Katarzynę Medycejską. Na ślub przybywają katolicy i protestanci, wszyscy tłoczą się w karczmach Paryża. Henryk Burbon nawiązuje znajomość z młodą Karoliną, żoną barona de Sauve. Tymczasem Margot w swoją noc poślubną spotyka się ze swoim kochankiem i kuzynem zarazem, księciem Henrykiem Gwizjuszem. Przynosi on na jej prośbę kilka listów miłosnych, jakie od niej otrzymał – Margot niszczy jeden z nich, który może jej zaszkodzić. Schadzkę kochankom przerywa Henryk Burbon. Próbuje on prosić Margot o pomoc w zwalczaniu ewentualnych intryg jej matki i braci, które mogłyby zagrozić życiu ich obojga. Margot nie daje mężowi jednoznacznej odpowiedzi. Obiecuje być mu sojusznikiem przeciwko intrygom, ale nie przyjaciółką. Burbon domyśla się, że Margot ma w sypialni ukrytego kochanka – jest zgorszony swobodą obyczajów na Luwrze. Wychodzi, ale Margot nie ma co liczyć na namiętną noc, bowiem Gwizjusz odchodzi wściekły rozmową (którą właśnie usłyszał) i zrywa z nią.
Król Karol IX obdarza coraz większym zaufaniem jednego z przywódców protestantów – admirała Gasparda de Coligny. Czyni go nawet swoim doradcą. Coligny dąży do wojny z katolicką Hiszpanią. Król i królowa matka nie chcą tej wojny. Karol IX udaje więc fałszywą przyjaźń do swego doradcy i każe mu przyjść następnego dnia z dokumentami w sprawie planowej wojny, a następnie wzywa do siebie bandytę Franciszka de Louviersa Maurevela. Mówi mu, że wie o jego zbrodniach, jakimi są: próba zabicia admirała de Coligny, kilkakrotna zmiana stronnictwa politycznego i zabójstwo kapitana de Mouya (hugenota, który wziął Maurevela do swego domu i pokochał jak syna, za co ten odwdzięczył mu się zdradzieckim strzałem w plecy). Karol IX oznajmia, że może kazać go zabić, o co zresztą prosił go już młody pan de Mouy de Saint-Phale, syn zabitego, ale król nie spełni tej prośby, o ile oczywiście Maurevel będzie na jego rozkazy. Następnie władca nakazuje mu, aby zabił Colignego. Nie podaje zabójcy nazwiska ofiary, mówi jednak, że jej znakiem rozpoznawczym ma być niesiona pod pachą teczka z czerwonej skóry.
W przydrożnej oberży pana La Huriere (fanatyka katolickiego) spotykają się i zawierają znajomość hrabia Józef Bonifacy de Lerac de La Mole (hugenot) i hrabia Marc-Annibal de Coconnas (katolik). La Mole chce się spotkać z Burbonem i de Colignym. Od oberżysty dowiaduje się, że niedawno miał miejsce zamach na życie admirała, jednak mordercza kula nie zabiła go, lecz tylko strzaskała mu ramię. La Mole i Coconnas wybierają się do Luwru; pierwszy chce widzieć się z Henrykiem Burbonem, drugi z Henrykiem Gwizjuszem. Coconnas jako katolik łatwo wchodzi do pałacu, ale La Mole już nie – pomaga mu w tym dopiero hugenot, pan de Mouy. La Mole idąc do króla Nawarry przypadkiem spotyka Margot, która robi na nim piorunujące wrażenie. La Mole i Coconnas czekają na audiencje, ale obaj zostają odprawieni. Coconnas ma zjawić się w nocy na terenie Luwru i przekazać hasło: Gwizjusz, po czym czekać na nowe rozkazy. W pałacu książę Gwizjusz i skarży się Katarzynie Medycejskiej na króla. Oboje rozmawiają z władcą Francji i naciskają na niego tak, że Karol IX zostawia im wolną rękę w sprawie hugenockiej. Katarzyna skwapliwie to wykorzystuje.
La Mole i Coconnas siedzą w oberży, racząc się kolacją i grą w karty. La Mole wygrywa, gospodarz La Huriere ostrzy zęby na hugenockiego hrabiego. Gdy La Mole idzie spać w oberży zjawiają się katolicy na czele z Mauverelem. Zabierają oni ze sobą Coconnasa i przyprowadzają do księcia Gwizjusza, który zdradza im plan króla i królowej matki – zabicie wszystkich protestantów w mieście. Najpierw idą po La Mole’a. Ten w obronie własnej przypadkiem rani z pistoletu Coconnasa, który dotąd nie chciał go zabić, ale teraz postanawia pomścić tę zniewagę krwią. Rozpoczyna się rzeź hugenotów w noc św. Bartłomieja (24 sierpnia 1572 r.), zaczynają ginąć ludzie, w tym kurujący się z ran po niedawnym zamachu admirał de Coligny. Coconnas widzi jednak La Mole’a na ulicy i rzuca się za nim w pościg. Ścigany młody hugenocki hrabia umyka do Luwru i chroni się w apartamentach Margot, która nie pozwala go dobić. Coconnas w szale próbuje zabić równie królową Nawarry, jednak w obronie kobiety występuje jej brat, Franciszek Herkules, książę d‘Alencon. Coconnas nie mogąc zgładzić swego wroga idzie się wyżyć na ulice i zabijać protestantów. Mauverel chce zamordować pana de Mouy, ale ten uprzedzony przez kochankę (która ginie broniąc go) unika śmierci. Coconnas chce zabić wierzyciela swego ojca, hugenota Mercantona, który chwilę wcześniej uśmierca podłego La Huriera. Dochodzi do pojedynku pomiędzy Coconnasem i synem Mercantona – młody hugenot ginie, zaś katolik otrzymuje ciężką raną z rąk matki swej ofiary. Cała rodzina Mercantonów zostaje wymordowana. Coconnasa leczy przyjaciółka Margot – księżna Henrieta Nevers; Margot zaś opatruje rany La Mole’a i zakochuje się w nim, z wzajemnością. Tymczasem rzeź hugenotów trwa, ginie kilka tysięcy ludzi.
Henryk Burbon uchodzi śmierci i zostaje postawiony przed obliczem króla Francji, który chce go namówić do przejścia na katolicyzm. Gdy ten odmawia niezrównoważony Karol IX bierze muszkiet i strzela do hugenotów na ulicy. Uspokoiwszy się ponawia propozycję. Jego szwagier dalej jednak się upiera przy swoim – woli umrzeć niż się nawrócić. Katarzyna proponuje wówczas, by zabić Henryka. Ostatecznie Margot ratuje męża – po długich poszukiwaniach odnajduje go w zbrojowni i nie pozwola bratu dokonać na nim mordu przypominając, że Burbon należy do ich rodziny. D’Alencon opowiada Margot o swoich poglądach politycznych, które mówią, by trzymać stronnictwo tylko strony zwycięskiej i wyciągać z tego jak największe korzyści dla siebie. Margot jest oburzona zachowaniem brata, który dotychczas był życzliwy Henrykowi, teraz zaś jest życzliwy Gwizjuszowi. Do tego nie ukrywa, że czuje obrzydzenie do kazirodczej miłości, jaką d’Alencon ją darzy.
La Mole powoli wraca do zdrowia, nadal jednak jest jeszcze bardzo słaby. Chce uciec z pałacu i nie narażać życia Margot, królowa Nawarry nie pozwala mu jednak na to. Margot odwiedza Henryk Burbon, który rozważa przejście na katolicyzm w celu ratowania swego życia. Margot przedstawia mu La Mole’a jako wiernego sługę ich sprawy. Chwilę później do Margot przychodzi Katarzyna i próbuje ją nakłonić do rozwodu z Nawarczykiem (co pozwoliło by jej zabić Burbona bez żadnych skrupułów, gdyż ten nie byłby już ich krewnym). Jej córka nie tylko odrzuca tę propozycję, ale też ukazuje matce Henryka leżącego w jej łóżku – był to podstęp małżonków użyty wobec królowej matki sugerujący, że ich związek został skonsumowany, a co za tym idzie nie można go unieważnić. Katarzyna jest wściekła.
Henryk przechodzi na katolicyzm, ale wraz z Margot zostaje skazany na areszt domowy. La Mole’a przeniesiono do komnat księcia d’Alencon, który czyni z niego swego dworzanina, choć domyśla się uczuć, jakimi darzy on jego siostrę. Katarzyna Medycejska wraz z Karolem IX, Margot, Henrykiem, księciem Gwizjuszem i księciem d’Alencon wyjeżdżają na miasto by zobaczyć zawieszone na haku zwłoki admirała de Coligny. Margot spotyka Henrietę i obie rozmawiają o La Molu i Coconnasie. Traf chciał, że ich kochankowie (choć nadal jeszcze słabi) biorą udział w objeździe miasta i natykają się na siebie. Obaj wyrywają szpady i toczą ze sobą pojedynek, co kończy się poważnymi ranami. Margot i Henrieta każą się nimi zająć. Opatruje ich słynny lekarz, Ambroży Par, ale zasługę wyleczenia obu panów w rzeczywistości ma Caboche – kat Paryża. La Mole wraca do zdrowia szybciej i pomaga w leczeniu Coconnasa. Kiedy dwaj panowie dochodzą do zdrowia godzą się i zostają przyjaciółmi. Wspólnie idą do oberży La Huriere’a, który jednak nie zginął podczas nocy św. Bartłomieja, ale przeżył i zmienił się nie do poznania – przestał być fanatykiem. Ugaszcza on obu panów, którzy następnie odwiedzają kata Cabocha, rozmawiają z nim i dziękują za ocalenie życia. Coconnas na znak wdzięczności podaje mężczyźnie dłoń, choć ludzie zazwyczaj gardzili katami. Następnie obaj składają wizytę panu Rene – perfumiarzowi, trucicielowi i wróżbicie królowej Katarzyny Medycejskiej. Rene wróży obu hrabiom miłość pięknych kobiet, dla La Mole’a tworzy również lalkę mającą imitować Margot, po czym dźga ją lekko szpilkami, co miało zapewnić mu miłość młodej królowej Nawarry. Do Rene przybywa Margot i Henrieta, dwaj szlachcice mają więc schadzkę. Przerywa ją pojawienie się Katarzyny Medycejskiej, która przychodzi po wróżby. Zakochani uciekają, zaś Rene wróży królowej matce, ale przepowiednia nie jest pomyślna dla Katarzyny – jej trzej żyjący synowie umrą bezpotomnie, zaś po nich Francją będzie rządził Henryk Burbon. Kobieta nie chce do tego dopuścić. Ogląda książki u Rene, po czym kradnie mu zatrutą opiatę na usta i zanosi ją młodej Karolinie de Sauve, którą podesłała zięciowi jako kochankę. Rene jednak domyśla się, kto ukradł mu opiatę i dlaczego. Odwiedza on Henryka, przypomina mu o tym, że kiedyś będzie królem Francji i każe się pilnować. Widząc, że Karolina chce posmarować sobie usta opiatą i pocałować kochanka, zabiera opiatę mówiąc, że musi ją jeszcze zbadać.
La Mole i Coconnas wchodzą na służbę do księcia d’Alecon. W Luwrze zjawia się pan de Mouy w przebraniu. Udaje mu się rozmówić z Henrykiem. Podczas rozmowy próbuje namówić go do ucieczki, którą chce zorganizować. Burbon odmawia, gdyż wie, iż podsłuchuje go książę d’Alencon, który natychmiast wzywa do siebie pana de Mouy i obiecuje mu pomoc w walce o hugenocką sprawę, jeśli zostanie potem mianowany królem Nawarry. Każe mu spotkać się z pozostałymi spiskowcami i przynieść sobie ich odpowiedź na propozycję, którą właśnie mu złożył. Ponieważ de Mouy jest poszukiwany, d’Alencon każe mu przebrać się w strój La Mole’a. Tymczasem La Mole i Coconnas padają ofiarą głupiego żartu – obaj zostają wprowadzeni wieczorem do pokoju przez piękne damy, które zawiązują im oczy, po czym rozdzielają, prowadzą każdego do osobnego pokoju, przetrzymują ich tam godzinę, a następnie wyprowadzają z zawiązanymi oczami. La Mole szukając Coconnasa przypadkiem spotyka Margot w lektyce. Opowiada jej o tym wydarzeniu, a także o tym, iż widział w swym pokoju księcia d’Alencon i pana de Mouy. Coconnas widzi de Mouya w stroju La Mole’a, bierze go za swego przyjaciela, dziwi się więc, że ten przed nim ucieka. Szybko spotyka prawdziwego La Mole’a, który wyjaśnia, że to nie był on. Obaj przyjaciele postanawiają tę sprawę wyjaśnić. Margot wzywa do siebie pana de Mouy, którego wzięła za La Mole’a, później, spostrzegając swoją pomyłkę, wypytuje o jego konszachty z jej bratem Franciszkiem. Gdy przychodzi Henryk Margot umożliwia mu spotkanie z de Mouyem. Burbon podaje prawdziwe powody swojej wcześniej odmowy, król i królowa Nawarry ostrzegają pana de Mouy, by nie dał się nabrać na fałszywą przyjaźń księcia d’Alencon. Radzą mu też, żeby pomagał Franciszkowi, ale tak naprawdę służył tylko Henrykowi Burbonowi. La Mole i Coconnas widzą tę rozmowę i czują, że wpakowali się w aferę polityczną. La Mole rozmawia z Margot i oboje wyznają sobie miłość po wieczne czasy.
Katarzyna nie ma zamiaru odstąpić od intryg przeciwko swemu zięciowi. Widzi, że Karolina poważnie zachorowała, a i Henryk czuje się coraz gorzej. Podejrzewa, że zatruta opiata zadziałała. Spotyka jednak później Burbona, który przynosi jej w prezencie małpkę – król Nawarry ma się wtedy całkiem dobrze. Katarzyna odwiedza Karolinę podczas jej snu i widzi, że dziewczyna jest zdrowa. Sprawdza wówczas na małpce opiatę – nie jest ona zatruta. Rozumie już, że została oszukana. Pisze zatem list do Maurevel. Tymczasem zbliża się polowanie. Podczas jego trwania Margot rozmawia z Henrietą na temat swych kochanków, a także polityki – okazało się, że z Rzymu przybył już w list w sprawie wybrania przez Polaków księcia Henryka Andegaweńskiego (jej brata) na króla Polski. Z listu wynika, że papież wyraża na ten wybór zgodę.
Karol IX chce zabrać szwagra na polowanie na dzika. Matka naciska na niego i zmusza króla Francji, by podpisał nakaz aresztowania Burbona. Potem wzywa do siebie Maurevela, któremu nakazuje aresztowanie Henryka Burbona zaznaczając, że ma go zabić, gdyby ten stawił mu opór. Sprawa jednak idzie nie po myśli kobiety. Na polowaniu dochodzi do wypadku: rozjuszony dzik rzuca się na Karola IX. Książę d’Alencon chce ustrzelić zwierza z pistoletu, ale trafia tylko konia władcy. Ostatecznie to Henryk Burbon ratuje króla zabijając nożem dzika, za co zdobywa królewską wdzięczność. Myśliwi wracają do Luwru. Karol IX przypomina sobie wówczas o nakazie aresztowania, jaki podpisał na żądanie swej matki i postanawia ratować szwagra. Tymczasem Margot i Henrieta jedzą kolację w towarzystwie La Mole’a i Coconnasa. Przerywa im pojawienie się króla. Na szczęście La Mole szybko gasi świecę i ucieka, zaś na jego miejsce zjawia się Henryk. Karol IX bierze go na wycieczkę, dzięki czemu unika on aresztowania przez Maurevela. Margot i Henrieta idą do domu Margot w Paryżu. La Mole i Coconnas pomagają w rozebraniu się księciu d’Alencon, po czym dołączają do swych kochanek. Jednocześnie Karol i Henryk biorą udział w nocnej włóczędze po Paryżu i spotykają wracającego od swej kochanki, księżnej Kondeuszowej, księcia Andegaweńskiego i towarzyszącego mu księcia Gwizjusza. Obaj mówią Henrykowi i Karolowi, że widzieli lektykę z Margot, która zmierzała w stronę pobliskiego domu. Cała czwórka więc dobija się do drzwi domu, gdzie La Mole spotykał się z Margot, a Coconnas z Henrietą. Atakowani bronią się przed napastnikami. La Mole ma pecha i trafia króla dzbankiem w głowę, co ten bardzo dobrze zapamiętał. La Mole i Margot wycofują się. Oblężeni odstępują od domu. Potem szwagrowie odwiedzają dom, gdzie jest ukryta Maria Touchet, ukochana Karola IX i jego nieślubny syn. To największa tajemnica króla Francji.
Tymczasem w pokoju Henryka czeka na niego pan de Mouy. Podczas polowania Burbon wysłał wiernego sługę Othona z listem do niego, w którym prosił przyjaciela o przybycie do Luwru i zaczekanie w jego komnatach. De Mouy czeka na króla Nawarry, ale w końcu zmęczony usypia. W pokoju zjawia się morderca Maurevel z dwoma strażnikami, by aresztować Burbona lub zabić go. De Mouy rozpoznaje mordercę ojca i łapie za szpadę. Zabija strażników i rani Maurevela w gardło, po czym ucieka. Podejrzenie o dokonanie tego czynu spada na La Mole’a, gdyż de Mouy miał jego płaszcz. Henryk naradza się z Franciszkiem d’Alencon na temat, kto był w jego pokoju, potem robi to samo z Margot. Burbon wie, że to nie La Mole bił się ze strażnikami, ale de Mouy. Wie jednak również i to, że nie może tego wyznać, gdyż gdyby złapanie Mouya mogłoby mieć poważne konsekwencje dla nich obojga. Margot zgadza się z nim. Karol IX przesłuchuje Henryka i Franciszka, obaj stwierdzają, że w pokoju musiał być pan La Mole. Nawarczyk broni La Mole’a stwierdzeniem, iż młodzieniec bronił swego życia i nie jego dotyczył nakaz aresztowania. Margot mówi matce, że La Mole nie mógł się dopuścić ataku na jej strażników, bo był z nią. Katarzyna obiecuje córce dyskrecję, po czym rozmawia o tym z Karolem oraz Franciszkiem. Król postanawia pomścić rzekomą zniewagę swego szwagra i każe mu brać udział w polowaniu na kochanka jego żony. La Mole spotyka się z Margot w jej apartamentach. Henryk rzuca im kamień w okno – do kamienia przywiązany jest list z ostrzeżeniem, a także drabinka sznurowa. Hrabia ucieka więc z pałacu, a zamach na niego nie powodzi się.
Maurevel nadal jest chory i nie umie wskazać osoby, która go zraniła. Coconnas szaleje bez La Mole’a, wdaje się po kolei w trzy pojedynki zwycięskie dla niego, o czym opowiada Henretcie. U Henriety zjawia się La Mole sprowadzony przez Margot. Coconnas cieszy się z jego powrotu, ale jest też wściekły z powodu tego, co chciał zrobić jego przyjacielowi król i książę d’Alencon, więc listownie wypowiada księciu służbę.
Do Paryża przybywają posłowie polscy z propozycją, by syn Katarzyny, książę Henryk Andegaweński został królem Polski. Katarzyna zwleka z przyjęciem posłańców, Karol IX zaś obawia się konkurencji ze strony brata i każe przyjąć posłów jak najszybciej. Kiedy matka karci go za to, że uratował przed aresztowaniem i śmiercią Burbona, Karol wyzywa ją, po czym wychodzi i mdleje pod wpływem choroby, na którą od dawna cierpi. Król jest słaby, ale troskliwa opieka jego wiernej niani pomaga mu powoli wrócić do zdrowia. La Mole odwiedza potajemnie Margot. W pobliżu kręci się również de Mouy, który planuje zorganizować ucieczkę dla Henryka i Franciszka, który też deklarował pomoc hugenotom w zamian za tron Nawarry. Katarzyna i książę Andegaweński wysłuchują wróżb Rene – zapowiadają one rychłą śmierć Karola IX i przybycie na tron nowej dynastii – Burbonów. Posłowie polscy zostają zaproszeni do pałacu. Karol IX wyraża zgodę na panowanie w Polsce jego brata. Wśród posłów jest przebrany za starca de Mouy, chce on rozmawiać z Henrykiem i Margot. Dostrzeżony jednak przez księcia d’Alencon jest zmuszony uciekać. Książę Andegaweński wyjeżdża do Polski i panuje tam jako Henryk Walezy. Matka czule żegna syna. Król jest zadowolony, zaś królowa-matka coraz bardzie nienawidzi swego zięcia.
La Mole i Coconnas bezczelnie rozsiadają się w karczmie pana La Huriere, pomimo tego, iż La Mole jest poszukiwany. Maurevel wraca do zdrowia i mówi, że winą za zabicie dwóch strażników w pokoju Nawarczyka ponosi de Mouy. Widzi potem swego wroga i chce go zastrzelić, ale ma on na sobie zbroje, więc zbój rezygnuje z tego. Podsłuchuje za to rozmowę de Mouya na temat spotkanie z królem Nawarry w oberży. Powiadamia o tym Katarzynę. Katarzyna łapie młodego Othona, który niesie list do jej zięcia. Gdy chłopak nie daje się przekupić udaje sympatię do niego i zabija go za pomocą zapadni w podłodze, po czym odczytuje list. Dowiaduje się dzięki temu, gdzie i o której ma mieć miejsce spotkanie. Henryk idzie spotkać się z panem de Mouy. Mówi mu, że d’Alencon nie pojedzie z nimi, przez co plan ich ucieczki nie powiedzie się. De Mouy knuje nowy plan, przerywa mu przybycie żołnierzy z Luwru. La Mole i Coconnas pomagają królowi Nawarry w ucieczce. De Mouy zostaje złapany, ale podczas przesłuchania kłamie, że był sam w oberży, więc zostaje puszczony wolno.
Karol IX wie o tym, że d’Alencon brata się z hugenotami, proponuje mu dobrowolne wygnanie i objęcie tronu w Nawarze, z którego to tronu Henryk zrezygnował. Katarzyna i Franciszek naradzają się w sprawie ostatnich wydarzeń. Królowa matka postanawia działać i pozbyć się zięcia raz na zawsze. Karol IX chce, by jego szwagier nauczył się polowania z sokołami, Henryk prosi Franciszka, by pożyczył mu książkę na ten temat. Katarzyna znajduje takowe dzieło u Rene, bierze więc je i zatruwa arszenikiem – kartki książki posklejała w taki sposób, że żeby ją odczytać należało poślinić palec, co powodowało przeniesie trucizny do ust. D’Alencon zanosi dzieło do pokoju szwagra, przez przypadek jednak znajduje je Karol IX i zatruwa się podczas jego czytania. Młody książę ze strachu nie mówi bratu, że jest otruty. Trucizna powoli zabija króla Francji – ma on ciągłe bóle brzucha, poci się coraz mocniej, jest słabszy, po czym nagle wszystko mija, aby za jakiś czas znowu wrócić.
D’Alencon opowiada matce i bratu o tym, iż Henryk planuje ucieczkę z Francji. Karol nie wierzy w te słowa, ale postanawia je sprawdzić. Wie, że Henryk ma wraz z Margot uciec podczas polowania, mają na nich czekać La Mole i Coconnas, którzy zabiorą ich do pawilonu Franciszka I, gdzie będzie czekał doborowy oddział hugenotów na czele z panem de Mouy. Rozpoczyna się polowanie. Niestety, plan nie powodzi się, La Mole i Coconnas zostają złapani i uwięzieni jako spiskowcy w Luwrze. Tłumaczą się, że przybyli tu na odpoczynek i nic nie wiedzą o hugenotach, których złapano w pawilonie. Król im nie wierzy, oskarża Henryka o zdradę. Do tego trucizna coraz bardziej go zabija. Wierny pies króla, Akteon, gryzie kartkę z zatrutej książki i zdycha w męczarniach. Król znajduje ciało wiernego zwierzęcia i powoli domyśla się, co mu jest. Wzywa Rene, który poznaje, że pies umarł od arszeniku. Wyjaśnia również, skąd wzięła się zatruta książka. Mówi, że jedyne antidotum na arsenik to białko jajek ubite z mlekiem, ale należy je zażyć zaraz po spożyciu trucizny. Król rozumie, że jego życie dobiega końca. Każe Rene, żeby napisał on w zatrutej książce, iż podarował ją Katarzynie Medycejskiej. Truciciel robi to, choć boi się konsekwencji tego czynu.
Henryk zostaje zamknięty w twierdzy Viccennes, tam gdzie zostali również zamknięci La Mole i Coconnas. Obaj panowie oczekują na dalszy bieg wypadków. Strażnicy dokonują rewizji ich rzeczy osobistych. La Mole oddaje medalion, jaki otrzymał od Margot, ale niszczy mały portrecik swej ukochanej, jaki się w nim znajdował. Margot i Henrieta szykują plan uratowania swoich kochanków. Tymczasem Katarzyna, nie domyślając się prawdziwych przyczyn agonii syna, szuka winnych tego zdarzenia. Jej wybór pada panów La Mole’a i Coconnasa. Pamięta bowiem, jak Rene opowiadał jej o czarach z lalką, która miała wzbudzić miłość u Margot i próbuje przekonać syna, iż ta lalka miała doprowadzić go do śmierci, o czym ona sama jest święcie przekonana. Karol IX udaje, iż wierzy, że tak jest. Margot bezskutecznie błaga brata, by ten ułaskawił jej ukochanego. Król przyznaje się jej, że wie, iż ich matka myli się w swoich podejrzeniach, ale wszyscy muszą głośno mówić, że jest inaczej, aby uniknąć skandalu. Dwaj oskarżeni szlachcice zostaną więc poświęceni dla dobrego imienia Walezjuszów.
La Mole i Coconnas idą pod sąd. Postawiono im zarzut próby zabicia króla – najpierw poprzez zrzucenie mu dzbanka na głowę, a teraz poprzez zniszczenie jego organizmu czarami. Dowodem winy jest lalka, którą zrobił dla La Mole’a Rene. On sam zaś (zastraszony zresztą) zjawia się na procesie jako świadek i kłamie, że ta lalka symbolizowała nie Margot, lecz króla i nie miała wzbudzić miłości, ale spowodować zgon. La Mole i Coconnas zostają skazani na śmierć poprzez ścięcie. Najpierw jednak zostają poddani torturom. Ma ich dokonać kat Caboche – ten sam, który wcześniej ich leczył. Ponieważ Coconnas podał mu kiedyś dłoń, więc kat udaje tylko, że miażdży mu nogi. Potem zostawiono więźniów samych w kaplicy, aby mogli się pomodlić. Strażnik został przekupiony i miał im umożliwić ucieczkę. W kaplicy zjawiają się Margot i Henrieta. Chcą ratować swoich kochanków i uciec z nimi, niestety La Mole ma zmiażdżone stopy – kat Caboche nie miał wobec niego takich skrupułów jak wobec jego przyjaciela. Coconnas ma szansę uciec, ale nie korzysta z niej i honorowo zostaje z przyjacielem do końca. La Mole i Coconnas zostają ścięci przez pana Capoche. Kat odwiedza Margot i prowadzi ją wraz z Henrietą do swego domu, gdzie leżą ciała obojga hrabiów. Margot i Henrieta zabierają ich głowy i proszą kata, by dał na msze za spokój ich duszy.
Katarzyna, która prowadziła cały proces, liczyła na to, że po zabiciu rzekomych zamachowców choroba jej syna ustąpi. Bardzo się jednak pomyliła. Karol IX choruje coraz mocniej i poci się krwią. Czuwa przy nim jego wierna niania, do której ma zaufanie. Król każe wezwać do siebie Henryka, aby mu przekazać swą ostatnią wolę. Nie chce jednak, by jego matka była przy tym obecna. Gdy ta reaguje oburzeniem, Karol pokazuje kobiecie zatrutą książkę. Katarzyna jest przerażona, że intryga zorganizowana przez nią uderzyła w jej syna. Za jego poleceniem pali książkę, zmazawszy tym samym dowód swej winy. Do pokoju wchodzi Henryk Burbon. Karol IX wręcza mu dokument, w którym mianuje go swoim następcą, a dokładniej mówiąc czyni go regentem na wypadek swojej śmierci (ale to oficjalnie, gdyż nieoficjalnie Burbon ma być nowym władcą Francji). Henryk wie, że taki dokument to dla niego wyrok śmierci, ale ostatecznie przyjmuje pismo. Katarzyna, która podsłuchiwała całą rozmowę, oponuje przeciwko takiej ostatniej woli. Król dostaje szału, każe aresztować ją i księcia d’Alencon, ale chwilę później umiera. Burbon ostrzeżony przez Rene postanawia uciec z Paryża do Nawarry. Henryk Walezy, powiadomiony przez matkę o ciężkim stanie swego brata, ucieka z Polski i wraca do Francji, gdzie zostaje koronowany jako król Henryk III i wraz z matką postawia zaprowadzić porządek w kraju. Henryk Burbon podstępem opuszcza Paryż z pomocą pana de Mouy. Wkrótce do męża dołącza również Margot.
Mija rok od opisanych wydarzeń. Katarzyna cieszy się, iż przepowiednia dotycząca jej zięcia nie sprawdziła się. Tymczasem przychodzi do niej Maurevel i mówi, że Henryk Burbon wraz z wiernymi ludźmi, w tym panem de Mouy, przybył do miasta po swoją ukochaną Karolinę de Sauve. Katarzyna każe więc napisać list w tej sprawie do pana de Sauve, zaś Maurevelowi dopaść i zabić Burbona. Henryk spotyka się z Karoliną, chce ją zabrać do siebie do Nawarry, ale przerywa im pojawienie się ludzi królowej Katarzyny. De Mouy zabija Maurevela, ale przed ucieczką wraca po swoją szpadę, jaką zostawił w jego ciele. Wówczas umierający Maurevel zabija go strzałem z pistoletu. Henryk Burbon biegnie po Karolinę, spóźnia się jednak, gdyż zazdrosny mąż zabił ją nożem, kobieta umiera więc na rękach ukochanego. Burbon rozpacza po stracie ukochanej i przyjaciela. Spotyka jednak Rene, który namawia go do ucieczki mówiąc, że Burbon jeszcze zostanie królem Francji, ale musi cierpliwie na to czekać. Henryk więc ucieka z Paryża.

## Adaptacje
Powieść doczekała się 6 ekranizacji filmowych i telewizyjnych, francuskich i rosyjskich o tytule Królowa Margot. Była także przedmiotem adaptacji teatralnych.